# 1940 en sport automobile
Chronologie du Sport automobile

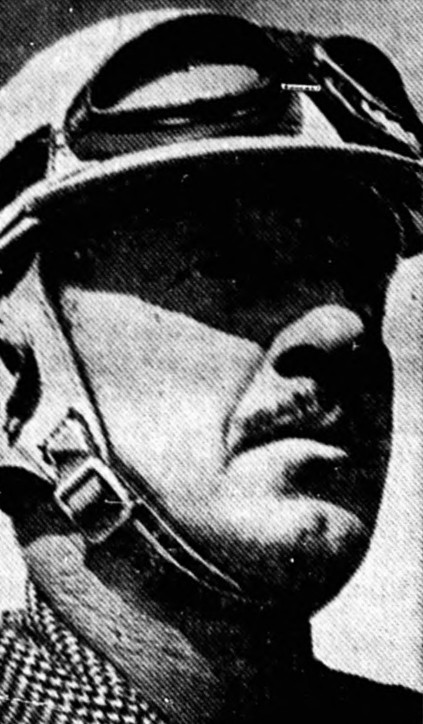
Le pilote de course et cascadeur américain Cliff Bergere

1939 en sport automobile - 1940 en sport automobile - 1941 en sport automobile

## Par mois

### Avril
- 28 avril : Mille Miglia

### Mai
- 30 mai : 500 miles d'Indianapolis

## Naissances
- 29 janvier : Kunimitsu Takahashi, pilote japonais de moto et de sport automobile.
- 21 février : Peter Gethin, pilote automobile britannique, qui disputa 30 Grands Prix de Formule 1 de 1970 à 1974. († 5 décembre 2011).
- 26 février : Don Biederman pilote de stock-car canadien, († 31 mai 1999).
- 28 février : Mario Andretti, pilote automobile américain, champion du monde de Formule 1 en 1978.
- 5 mars : Graham McRae, pilote automobile néo-zélandais.
- 20 mars : Gianpiero Moretti, pilote automobile italien. († 14 janvier 2012).
- 2 avril : Mike Hailwood, pilote moto puis pilote automobile britannique. († 23 mars 1981).
- 18 avril : Gordon Spice, pilote automobile britannique.
- 19 avril :  Kurt Ahrens, pilote automobile allemand.
- 26 avril : Ian « Pete » Geoghegan : pilote automobile australien. († 19 novembre 2003).
- 23 mai : Gérard Larrousse, pilote automobile français.
- 28 juin : Dieter Schornstein, pilote automobile allemand, († 19 décembre 2014).
- 29 juin : Jürgen Neuhaus, pilote automobile allemand.
- 3 juillet : Dick Barbour, pilote automobile américain.
- 5 juillet : Jean Sage, pilote automobile franco-suisse devenu directeur d'écurie en Formule 1 pour le constructeur Renault. († 7 octobre 2009).
- 13 août : Jean-Claude Andruet, pilote  de rallye français.
- 5 septembre : Clay Regazzoni, pilote automobile suisse.
- 2 octobre : Nanni Galli, pilote automobile italien.

## Décès
- 2 février : Ernst Burggaller, pilote automobile et  pilote moto allemand. (° 21 mars 1896).
- 21 mars : Felice Nazzaro, pilote automobile italien, (° 21 mars 1940)
- 28 juin : Ferdinando Minoia, pilote automobile italien qui a connu une carrière, exceptionnellement longue et variée, (° 2 juin 1884).
- 6 octobre : Eddie Pullen, pilote automobile américain. (° 16 août 1883).
- 25 novembre : Gaspare Bona, pilote automobile sur circuit, aviateur, compositeur et directeur de société italien. (° 18 décembre 1895)